# Cincinnati Open 2025 - Qualificazioni singolare femminile
Le qualificazioni del singolare femminile del Cincinnati Open 2025 sono state un torneo di tennis preliminare per accedere alla fase finale della manifestazione disputate il 5 e 6 agosto 2025. Le vincitrici dell'ultimo turno sono entrate di diritto nel tabellone principale. In caso di ritiro di una o più giocatrici aventi diritto a queste subentreranno le lucky loser, ossia le giocatrici che hanno perso nell'ultimo turno ma che hanno una classifica più alta rispetto alle altre partecipanti.

## Teste di serie
1. Laura Siegemund (qualificata)
2. Kamilla Rachimova (qualificata)
3. Solana Sierra (ultimo turno, lucky loser)
4. Elisabetta Cocciaretto (primo turno)
5. Iva Jovic (ultimo turno, lucky loser)
6. Yuan Yue (ultimo turno, lucky loser)
7. Antonia Ružić (qualificata)
8. Cristina Bucșa (ultimo turno, lucky loser)
9. Léolia Jeanjean (qualificata)
10. Elsa Jacquemot (ultimo turno)
11. Nuria Párrizas Díaz (primo turno)
12. Dalma Gálfi (ultimo turno)

1. Anastasija Zacharova (ultimo turno)
2. Rebeka Masarova (ultimo turno)
3. Viktorija Tomova (qualificata)
4. Varvara Gracheva (qualificata)
5. Aoi Itō (qualificata)
6. Olivia Gadecki (primo turno)
7. Anca Todoni (primo turno)
8. Aljaksandra Sasnovič (primo turno)
9. Katarzyna Kawa (primo turno)
10. Rebecca Marino (ultimo turno)
11. Ena Shibahara (primo turno)
12. Varvara Lepchenko (primo turno)

## Qualificati
1. Laura Siegemund
2. Kamilla Rachimova
3. Emina Bektas
4. Ella Seidel
5. Varvara Gracheva
6. Clervie Ngounoue

1. Antonia Ružić
2. Whitney Osuigwe
3. Léolia Jeanjean
4. Viktorija Tomova
5. Maddison Inglis
6. Aoi Itō

### Lucky loser
1. Cristina Bucșa
2. Yuan Yue

1. Iva Jovic
2. Solana Sierra

## Tabellone

### Sezione 1
|  | Primo turno | Primo turno     | Primo turno     | Primo turno | Primo turno |  |  | Ultimo turno | Ultimo turno    | Ultimo turno | Ultimo turno | Ultimo turno |  |
|  |             |                 |                 |             |             |  |  |              |                 |              |              |              |  |
|  | 1           | Laura Siegemund | Laura Siegemund | 6           | 6           |  |  |              |                 |              |              |              |  |
|  |             | Destanee Aiava  | Destanee Aiava  | 1           | 1           |  |  | 1            | Laura Siegemund | 6            | 65           | 6            |  |
|  |             | Guo Hanyu       | Guo Hanyu       | 6           | 6           |  |  |              | Guo Hanyu       | 2            | 7            | 3            |  |
|  | 19          | Anca Todoni     | Anca Todoni     | 1           | 0           |  |  |              |                 |              |              |              |  |

### Sezione 2
|  | Primo turno | Primo turno       | Primo turno       | Primo turno | Primo turno |  |  | Ultimo turno | Ultimo turno      | Ultimo turno | Ultimo turno | Ultimo turno |  |
|  |             |                   |                   |             |             |  |  |              |                   |              |              |              |  |
|  | 2           | Kamilla Rachimova | Kamilla Rachimova | 7           | 6           |  |  |              |                   |              |              |              |  |
|  | PR          | Jodie Burrage     | Jodie Burrage     | 68          | 2           |  |  | 2            | Kamilla Rachimova | 3            | 6            | 7            |  |
|  |             | Elizabeth Mandlik | Elizabeth Mandlik | 2           | 62          |  |  | 22           | Rebecca Marino    | 6            | 4            | 5            |  |
|  | 22          | Rebecca Marino    | Rebecca Marino    | 6           | 7           |  |  |              |                   |              |              |              |  |

### Sezione 3
|  | Primo turno | Primo turno      | Primo turno      | Primo turno | Primo turno |  |  | Ultimo turno | Ultimo turno  | Ultimo turno  | Ultimo turno | Ultimo turno |  |
|  |             |                  |                  |             |             |  |  |              |               |               |              |              |  |
|  | 3           | Solana Sierra    | Solana Sierra    | 6           | 6           |  |  |              |               |               |              |              |  |
|  | PR          | Martina Trevisan | Martina Trevisan | 3           | 4           |  |  | 3            | Solana Sierra | Solana Sierra | 3            | 5            |  |
|  |             | Emina Bektas     | Emina Bektas     | 6           | 6           |  |  |              | Emina Bektas  | Emina Bektas  | 6            | 7            |  |
|  | 21          | Katarzyna Kawa   | Katarzyna Kawa   | 1           | 1           |  |  |              |               |               |              |              |  |

### Sezione 4
|  | Primo turno | Primo turno            | Primo turno            | Primo turno | Primo turno |  |  | Ultimo turno | Ultimo turno  | Ultimo turno | Ultimo turno | Ultimo turno |  |
|  |             |                        |                        |             |             |  |  |              |               |              |              |              |  |
|  | 4           | Elisabetta Cocciaretto | Elisabetta Cocciaretto | 4           | 4           |  |  |              |               |              |              |              |  |
|  |             | Priscilla Hon          | Priscilla Hon          | 6           | 6           |  |  |              | Priscilla Hon | 7            | 3            | 4            |  |
|  |             | Ella Seidel            | Ella Seidel            | 6           | 6           |  |  |              | Ella Seidel   | 5            | 6            | 6            |  |
|  | 24          | Varvara Lepchenko      | Varvara Lepchenko      | 2           | 1           |  |  |              |               |              |              |              |  |

### Sezione 5
|  | Primo turno | Primo turno        | Primo turno        | Primo turno | Primo turno |  |  | Ultimo turno | Ultimo turno     | Ultimo turno     | Ultimo turno | Ultimo turno |  |
|  |             |                    |                    |             |             |  |  |              |                  |                  |              |              |  |
|  | 5           | Iva Jovic          | Iva Jovic          | 7           | 6           |  |  |              |                  |                  |              |              |  |
|  |             | Ulrikke Eikeri     | Ulrikke Eikeri     | 5           | 2           |  |  | 5            | Iva Jovic        | Iva Jovic        | 3            | 4            |  |
|  | PR          | Mihaela Buzărnescu | Mihaela Buzărnescu | 0           | 2           |  |  | 16           | Varvara Gracheva | Varvara Gracheva | 6            | 6            |  |
|  | 16          | Varvara Gracheva   | Varvara Gracheva   | 6           | 6           |  |  |              |                  |                  |              |              |  |

### Sezione 6
|  | Primo turno | Primo turno      | Primo turno  | Primo turno | Primo turno |  |  | Ultimo turno | Ultimo turno     | Ultimo turno | Ultimo turno | Ultimo turno |  |
|  |             |                  |              |             |             |  |  |              |                  |              |              |              |  |
|  | 6           | Yuan Yue         | Yuan Yue     | 6           | 6           |  |  |              |                  |              |              |              |  |
|  |             | Astra Sharma     | Astra Sharma | 4           | 2           |  |  | 6            | Yuan Yue         | 6            | 4            | 3            |  |
|  |             | Clervie Ngounoue | 62           | 6           | 6           |  |  |              | Clervie Ngounoue | 3            | 6            | 6            |  |
|  | 18          | Olivia Gadecki   | 7            | 3           | 3           |  |  |              |                  |              |              |              |  |

### Sezione 7
|  | Primo turno | Primo turno           | Primo turno           | Primo turno | Primo turno |  |  | Ultimo turno | Ultimo turno  | Ultimo turno  | Ultimo turno | Ultimo turno |  |
|  |             |                       |                       |             |             |  |  |              |               |               |              |              |  |
|  | 7           | Antonia Ružić         | Antonia Ružić         | 6           | 6           |  |  |              |               |               |              |              |  |
|  |             | Usue Maitane Arconada | Usue Maitane Arconada | 2           | 4           |  |  | 7            | Antonia Ružić | Antonia Ružić | 6            | 6            |  |
|  |             | Eri Hozumi            | 6                     | 4           | 6           |  |  |              | Eri Hozumi    | Eri Hozumi    | 3            | 1            |  |
|  | 23          | Ena Shibahara         | 4                     | 6           | 2           |  |  |              |               |               |              |              |  |

### Sezione 8
|  | Primo turno | Primo turno          | Primo turno          | Primo turno | Primo turno |  |  | Ultimo turno | Ultimo turno    | Ultimo turno    | Ultimo turno | Ultimo turno |  |
|  |             |                      |                      |             |             |  |  |              |                 |                 |              |              |  |
|  | 8           | Cristina Bucșa       | Cristina Bucșa       | 6           | 6           |  |  |              |                 |                 |              |              |  |
|  |             | Maria Mateas         | Maria Mateas         | 1           | 1           |  |  | 8            | Cristina Bucșa  | Cristina Bucșa  | 3            | 3            |  |
|  |             | Whitney Osuigwe      | Whitney Osuigwe      | 7           | 6           |  |  |              | Whitney Osuigwe | Whitney Osuigwe | 6            | 6            |  |
|  | 20          | Aljaksandra Sasnovič | Aljaksandra Sasnovič | 64          | 4           |  |  |              |                 |                 |              |              |  |

### Sezione 9
|  | Primo turno | Primo turno     | Primo turno     | Primo turno | Primo turno |  |  | Ultimo turno | Ultimo turno    | Ultimo turno    | Ultimo turno | Ultimo turno |  |
|  |             |                 |                 |             |             |  |  |              |                 |                 |              |              |  |
|  | 9           | Léolia Jeanjean | 6               | 4           | 6           |  |  |              |                 |                 |              |              |  |
|  |             | Carol Zhao      | 1               | 6           | 3           |  |  | 9            | Léolia Jeanjean | Léolia Jeanjean | 6            | 6            |  |
|  |             | Lauren Davis    | Lauren Davis    | 2           | 4           |  |  | 14           | Rebeka Masarova | Rebeka Masarova | 3            | 4            |  |
|  | 14          | Rebeka Masarova | Rebeka Masarova | 6           | 6           |  |  |              |                 |                 |              |              |  |

### Sezione 10
|  | Primo turno | Primo turno      | Primo turno      | Primo turno | Primo turno |  |  | Ultimo turno | Ultimo turno     | Ultimo turno     | Ultimo turno | Ultimo turno |  |
|  |             |                  |                  |             |             |  |  |              |                  |                  |              |              |  |
|  | 10          | Elsa Jacquemot   | 2                | 7           | 7           |  |  |              |                  |                  |              |              |  |
|  | PR          | Kaja Juvan       | 6                | 5           | 5           |  |  | 10           | Elsa Jacquemot   | Elsa Jacquemot   | 4            | 1            |  |
|  |             | Louisa Chirico   | Louisa Chirico   | 2           | 1           |  |  | 15           | Viktorija Tomova | Viktorija Tomova | 6            | 6            |  |
|  | 15          | Viktorija Tomova | Viktorija Tomova | 6           | 6           |  |  |              |                  |                  |              |              |  |

### Sezione 11
|  | Primo turno | Primo turno          | Primo turno          | Primo turno | Primo turno |  |  | Ultimo turno | Ultimo turno         | Ultimo turno | Ultimo turno | Ultimo turno |  |
|  |             |                      |                      |             |             |  |  |              |                      |              |              |              |  |
|  | 11          | Nuria Párrizas Díaz  | 6                    | 65          | 2           |  |  |              |                      |              |              |              |  |
|  |             | Maddison Inglis      | 1                    | 7           | 6           |  |  |              | Maddison Inglis      | 4            | 6            | 6            |  |
|  |             | Heather Watson       | Heather Watson       | 2           | 3           |  |  | 13           | Anastasija Zacharova | 6            | 2            | 2            |  |
|  | 13          | Anastasija Zacharova | Anastasija Zacharova | 6           | 6           |  |  |              |                      |              |              |              |  |

### Sezione 12
|  | Primo turno | Primo turno       | Primo turno | Primo turno | Primo turno |  |  | Ultimo turno | Ultimo turno | Ultimo turno | Ultimo turno | Ultimo turno |  |
|  |             |                   |             |             |             |  |  |              |              |              |              |              |  |
|  | 12          | Dalma Gálfi       | 2           | 6           | 6           |  |  |              |              |              |              |              |  |
|  |             | Nao Hibino        | 6           | 3           | 3           |  |  | 12           | Dalma Gálfi  | Dalma Gálfi  | 3            | 4            |  |
|  |             | Aleksandra Krunić | 6           | 4           | 2           |  |  | 17           | Aoi Itō      | Aoi Itō      | 6            | 6            |  |
|  | 17          | Aoi Itō           | 4           | 6           | 6           |  |  |              |              |              |              |              |  |